# Taksameterkuskens Døtre
Taksameterkuskens Døtre er en dansk stumfilm fra 1917.
Filmen er produceret af Filmfabrikken Skandinavien og havde premiere 16. januar 1917 i Biorama.
Blandt de medvirkende kan nævnes:
- Oscar Nielsen
- Lily Jansen
- Ella Løvfeldt
- Henry Knudsen
- Emilius Lindgreen